# Wahlen zum Repräsentantenhaus der Vereinigten Staaten 1850
Die Wahlen zum Repräsentantenhaus der Vereinigten Staaten 1850 fanden ab dem 5. August 1850 statt. Dabei wurden in den Vereinigten Staaten an verschiedenen Wahltagen die Abgeordneten des Repräsentantenhauses gewählt. Die Wahlen waren Teil der allgemeinen Wahlen zum 32. Kongress der Vereinigten Staaten in jenem Jahr, bei denen auch ein Drittel der US-Senatoren gewählt wurden. Die Wahlen waren sogenannte (Midterm Election), weil sie zwischen zwei Präsidentschaftswahlen lagen und galten daher auch als Votum über die bisherige Politik der Bundesregierung. Der 1848 gewählte Präsident Zachary Taylor war im Juli 1850 verstorben und sein Vizepräsident Millard Fillmore hatte anschließend das Amt übernommen.
Zum Zeitpunkt der Wahlen bestanden die Vereinigten Staaten aus 31 Bundesstaaten, (Kalifornien war inzwischen neu hinzugekommen). Die Zahl der zu wählenden Abgeordneten betrug 233. Die Sitzverteilung im Repräsentantenhaus basierte auf der Volkszählung von 1840.
Bei den Wahlen gewannen die Demokraten 14 Sitze hinzu. Auf deren Seite verlor die United States Whig Party 23 Sitze. Die in den Südstaaten beheimatete Partei der Unionisten kam auf 10 Mandate und die Free Soil Party, die gegen die Sklaverei auftrat, verlor 5 Sitze, und stellte nun vier Kongressabgeordnete. Grund für das schlechte Wahlabschneiden der Whig Party war die Unbeliebtheit des erst vor kurzem ins Amt gekommenen Präsidenten Millard Fillmore, der dieser Partei angehörte. Ein in den Jahren bis einschließlich 1860 immer präsenter werdendes Wahlkampfthema war die Frage der Sklaverei und die der Rechte der Einzelstaaten.
Frauen und Sklaven waren weder wahlberechtigt noch wählbar. In vielen Bundesstaaten waren auch freie Afroamerikaner von der Wahl ausgeschlossen.

## Wahlergebnis
- Demokratische Partei 127(113) Sitze
- United States Whig Party: 85(108) Sitze
- Free Soil Party: 4 (9) Sitze
- American Party: 0 (1) Sitz
- Unionisten: 10 (0) vor allem in den Südstaaten Georgia, Alabama und Mississippi
- Sonstige: 7 (1) Sitze

Gesamt: 233
In Klammern sind die Ergebnisse der letzten Wahl zwei Jahre zuvor. Veränderungen im Verlauf der Legislaturperiode, die nicht die Wahlen an sich betreffen, sind bei diesen Zahlen nicht berücksichtigt, werden aber im Artikel über den 32. Kongress im Abschnitt über die Mitglieder des Repräsentantenhauses bei den entsprechenden Namen der Abgeordneten vermerkt. Das Gleiche gilt für Wahlen in Staaten, die erst nach dem Beginn der Legislaturperiode der Union beitraten. Daher kommt es in den Quellen gelegentlich zu unterschiedlichen Angaben, da manchmal Veränderungen während der Legislaturperiode in die Zahlen eingearbeitet wurden und manchmal nicht.